# Orthosia cruda
Orthosia cruda là một loài bướm đêm thuộc họ Noctuoidea. Loài này có ở Europe, Maroc, Algérie, Tunisia, Thổ Nhĩ Kỳ, the Kavkaz, Transcaucasia en Kazakhstan, Israel, Liban, Cộng hòa Síp và Jordan.

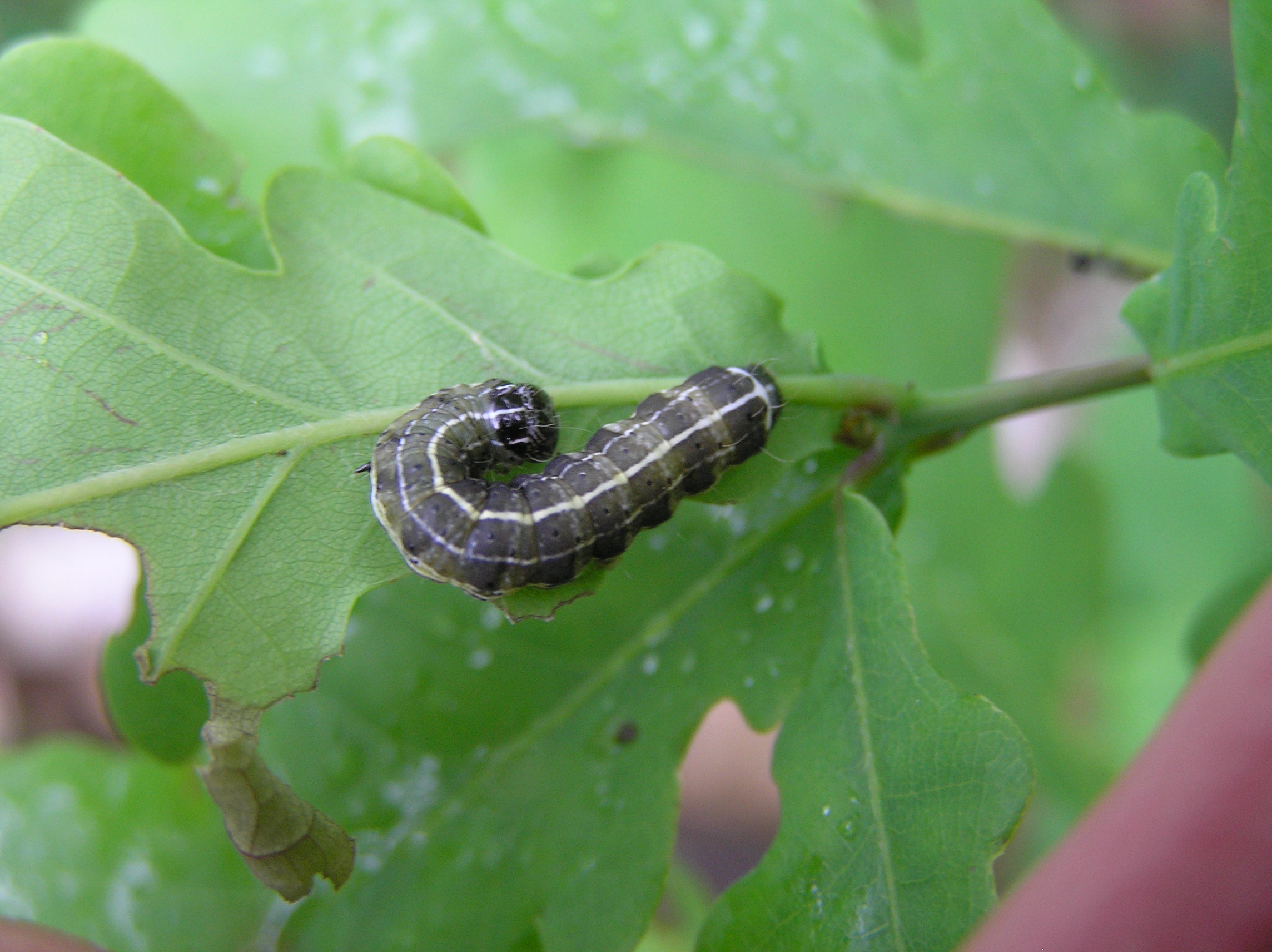

Sải cánh dài 28–32 mm. Con trưởng thành bay làm một đợt from the end of tháng 2 to giữa tháng 5 .
Ấu trùng ăn various deciduous trees, such as oak và willow.

## Hình ảnh

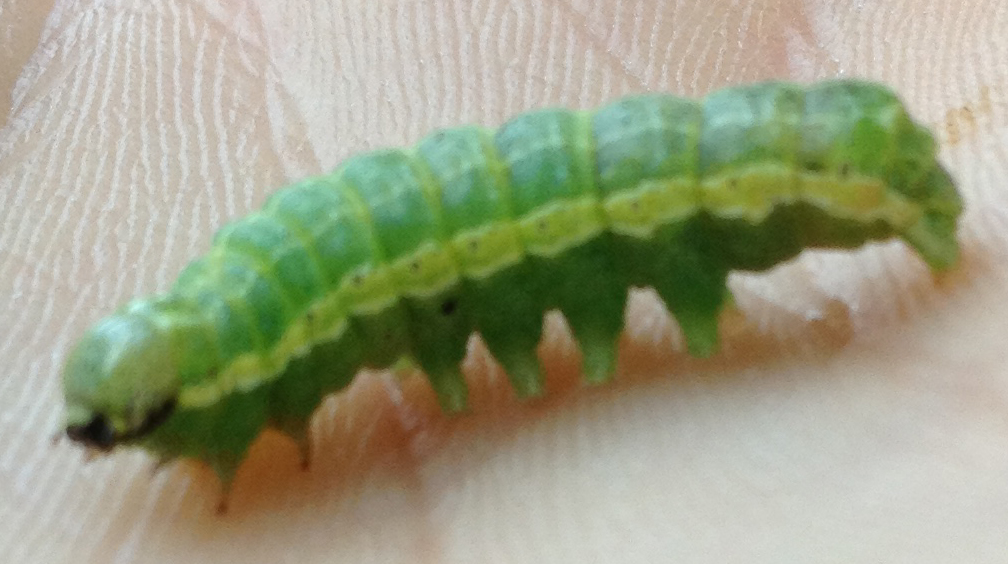
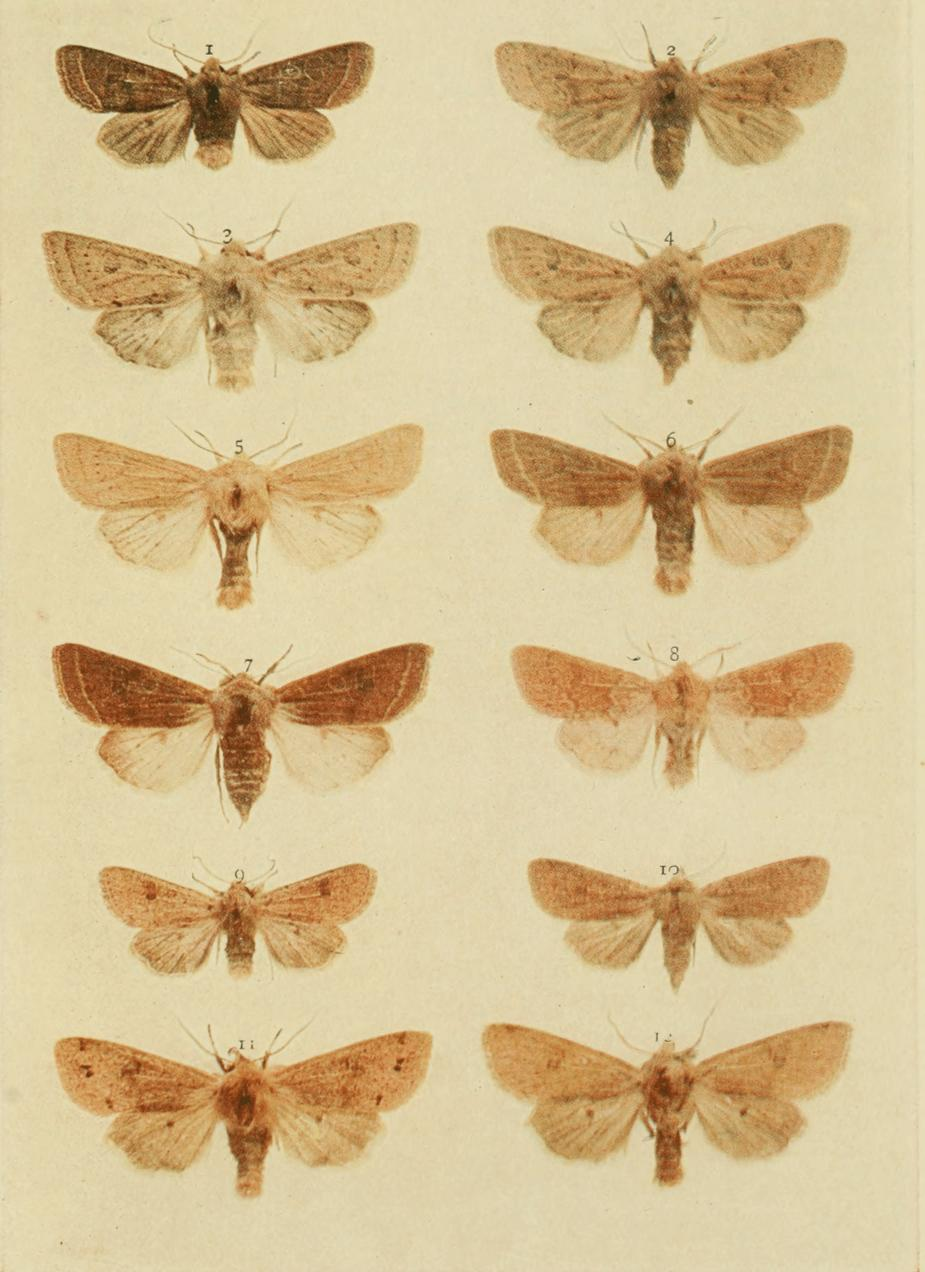
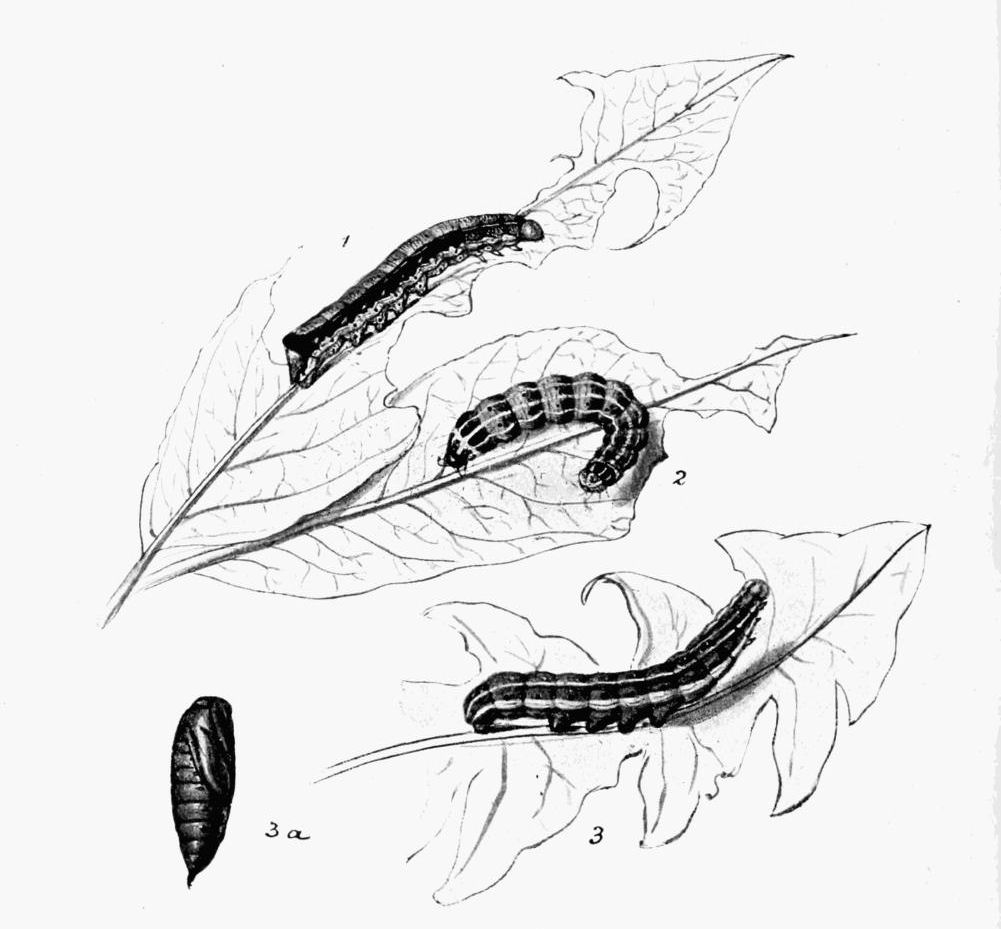
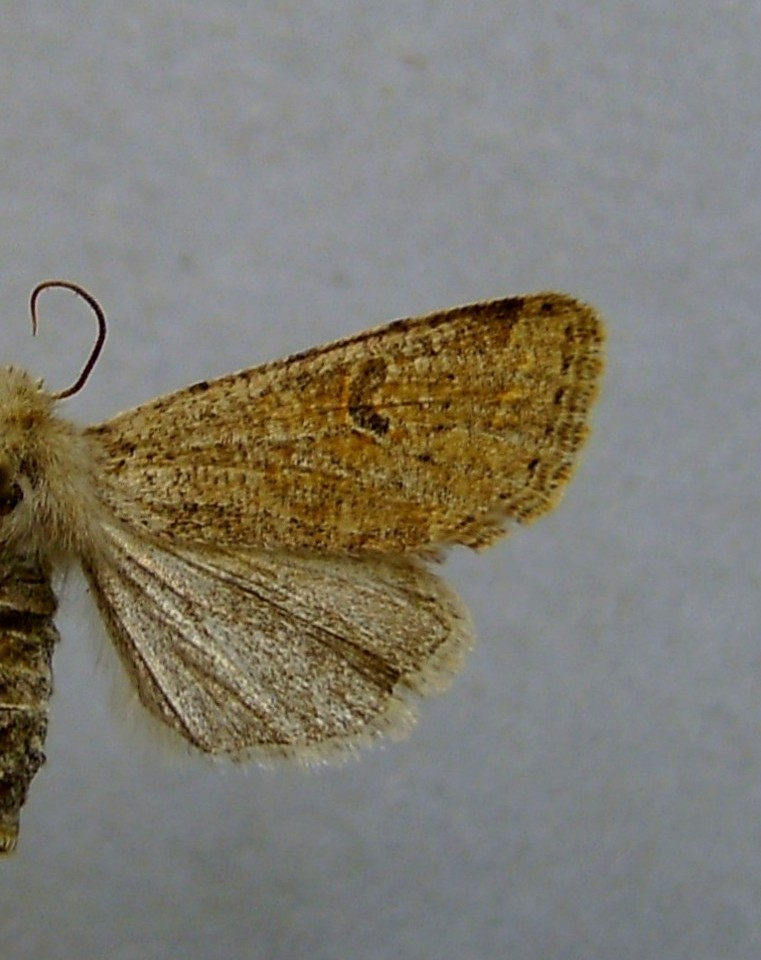